# Scout Records
Scout Records was een Duits platenlabel voor jazz en blues, eind jaren zestig opgericht door de concertpromotors Horst Lippmann en Fritz Rau. Het label bestond niet lang: in 1979 kwam het tweetal met het label L+R Records, dat nog steeds actief is. Op Scout Records verschenen blues- en jazzplaten van Hubert Sumlin (gitarist van Howlin' Wolf), J.B. Lenoir (zijn eerste solo-album), opnames van het American Folk Blues Festival van 1969 en 1970 en verzamelalbums. Ook kwam het met een album met drie platen met opnames van het Deutsches Jazz Festival Frankfurt (onder meer opnames van Gunter Hampel, Peter Brötzmann, Albert Mangelsdorff, Klaus Doldinger en Phil Woods).